# Фрэнки Лэйн
Фрэнки Лэйн (Frankie Laine, наст. имя Франческо Паоло ЛоВеккьо, 30 марта 1913 — 6 февраля 2007) — американский певец итальянского происхождения, добившийся наибольшего успеха на рубеже 1940-х и 1950-х годов. Он был одним из группы этнических итальянцев (Фрэнк Синатра, Дин Мартин, Перри Комо, Тони Беннетт), которые задавали тон на американской эстраде тех лет.
В 1930-е годы Лэйн странствовал по США, работая в качестве официанта и учителя танцев. В конечном счёте его мужественный баритон был замечен продюсерами, и в 1939 г. он сменил Перри Комо в качестве вокалиста кливлендского бигбэнда. В 1940-е годы Лэйн заработал репутацию талантливого джазового вокалиста. Он тяготел к джазу и в ранние годы своей сольной карьеры, когда его эстрадные хиты стали стабильно подниматься на вершину американских чартов продаж.
Американцам Лэйн запомнился как исполнитель энергичных шлягеров с налётом кантри-энд-вестерна — таких, как «The Cry of the Wild Goose» (1950). Он не раз записывал песни для популярных вестернов. Однако наибольшая популярность сопутствовала ему в Великобритании, где он установил несколько коммерческих рекордов. Так, в 1953 году его песни держались на первой строчке британских чартов неслыханные 27 недель, из них 18 недель пришлось на долю «I Believe» — самой известной баллады в исполнении Лэйна.
В 1959—1965 годах был исполнителем музыкальной темы «Сыромятная плеть» к одноимённому телесериалу.
Умер 6 февраля 2007 г. от осложнения после операции на бедре.